# Petrőczy Kata Szidónia
Petrőczi és kászavári báró Petrőczy Kata Szidónia (báró Petrőczy, gróf Pekry Lőrincné) (Kaszavár (ma Kaszaváralja, Szlovákia), 1658 (?),1659 (?) – Beregszentmiklós, 1708. október 21.) a magyar barokk első ismert költőnője, a kegyességi próza alkotója, a pietizmus hazai képviselője. (Nevét Petróczinak és Petrőczinek is írta, így többféleképpen fordul elő íróinknál is.)

## Élete

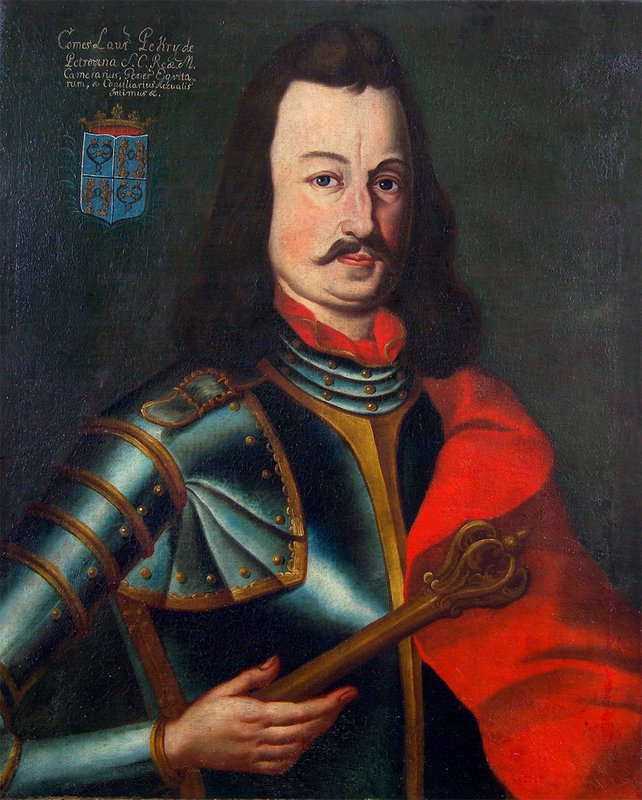
Pekry Lőrinc kuruc tábornok (1703 körül, Nemzeti Portrétár)

Buzgó protestáns (evangélikus) családból származott, II., avagy  idősebb Petrőczy István báró (1623?/1633? – 1678 eleje?) és Thököly Erzsébet grófnő (†1662. március 22.) leánya,  édesanyja Thököly Imre fejedelem nagynénje volt. Anyja korai halála után félárvaként nevelkedett Kaszavárban. Apja 1670-ben a Wesselényi-összeesküvés miatt jószágait vesztve Erdélybe menekült, leánya pedig Wesselényi László és Bakos Zsuzsanna lengyelországi otthonába került. Testvérbátyja ifjabb Petrőczy István Thököly Imre egyik legnagyobb hadvezére volt, aki Thökölyt török száműzetésébe két évtizedre elkísérte, majd azután II. Rákóczi Ferenc tábornokaként tért vissza, és Szenátusának is tagja lett.
Családja Erdélybe menekülésekor Petrőczy Kata Szidónia 1681. július-augusztus körül feleségül ment a református petrovinai gróf Pekri Lőrinchez, Bethlen Miklós féltestvéréhez, Thököly Imre iskolatársához. Öt lányuk született: Klára-Szidónia, Kata, Polixéna, Teréz és Zsófia.
Házasságának első évei az ózdi (ma Magyarózd) kastélyban és a fejedelmi udvarnál boldogan teltek; utóbb azonban férje elhidegülése miatt csak lányai nevelésében, a vallásban és a költészetben talált vigaszt. Ez időből származnak s érzékeny szívének akkori fájdalmait fejezik ki költeményei. Férjét 1686-ban, Thököly Imrével folytatott titkos levelezés vádjával, elfogták és Nagyszebenben fogságra vetették. Augusztus 12-én a szebeni országgyűlésen hűtlenségi perben elmarasztalták, neje azonban kieszközölte Apafinál, hogy kezesség és reversalis mellett szabadon bocsássák. Cserei Mihály szerint Pekry ekkor «kibujdosék Erdélyből s mivel különben Magyarországban elő nem mehete, kéntelenség alatt pápistává lőn s grófi titulust adának neki Bécsben, úgy jöve vissza Erdélyben.» Gróffá 1692-ben lett. Saját birtokán élt Kutyfalván, és 1695-ben Alsó-Fehér vármegye főispánja, 1699-ben pedig Udvarhelyszék főkapitánya lett. Pekrynét mélyen bántotta férje katolizálása.
A Rákóczi-szabadságharc kitörésekor Pekry Lőrinc kuruc fogságba esett, s fogságában II. Rákóczi Ferenc oldalára állt át, aki 1704 tavaszán tábornokká nevezte ki, az 1704. júliusi gyulafehérvári országgyűlésen pedig erdélyi főgenerálissá választották.
Neje ezalatt Rabutin fogságába került öt leányával, és több mint egy évig raboskodott Szebenben, ahol kisebb mértékű szélütés is érte. 1704 novemberében szabadult kuruc fogságba esett császári foglyokért cserébe. Férje eközben visszatért református hitére. A hadi helyzet változásai miatt a család kétszer is (1705, 1707) menekülni kényszerült Erdélyből. Petrőczy Kata előbb Huszton, majd a fejedelem beregszentmiklósi várkastélyában kapott menedéket, s ott is hunyt el. A huszti református templomban helyezték végső nyugalomra, ideiglenes temetésére 1708. december 23-án, végleges sírba tételére 1709. május 26-án került sor. Sírja ma is megtekinthető.
Végrendeletét, mely 1700. július 28-án Kutyfalván kelt, Kis Bálint közli a  Történelmi Tárban (1895. 730–737. lap). Férje egy év múlva, 1709. március 6-án követte őt a sírba. Fiúgyermekük nem született; ekkor halt ki fiúágon a Pekryek főúri ága.

## Művei
Versei a magyarózdi kastélyban maradtak fenn, nagyrészt saját kézírásával, összesen 45 darab. B. Radák Istvánné, Rhédey Klára fedezte fel, majd Thaly Kálmán lemásolta, ismertette s  legnagyobb részét a költőnő életrajzával együtt közölte az Athenaeumban (1874), egyet pedig az Adalékokban (II. 106. l.) is.

### Kiadások
1. A Papista Vallasra Hajlott Lutheranusok Lelkek isméretinek kinnya, Mellyet edgy Sz. Írás Magyarázó Mayer Frid. János nevű Doctor és P. P. eleikben írása által kibocsátott. Hamburg városában Anno 1690. Hely n. (Nem önállóan, hanem Meisner Catholicus Válaszával és Hunnius Rövid és fundamentomos Tractájával együtt nyomtatva s egybekötve jelent meg a 149–305. lapon. P. ford. midőn férje világi méltóság elnyeréséért vallását változtatta. Névtelenül. Új címlap-kiadás: Frankfurt, 1692)
2. A kereszt nehéz terhe alatt el-bágyatt sziveket élesztő jó illatú XII. Liliom. Mellyeket, a keseredett szivek vigasztalására, Arnd Jánosnak, a Luneburgumi Fejedelemségben való Püspöknek, az igaz keresztyénségről Német nyelven kiadott könyvéből válogatott ki, és XII. Részekben foglalván azokhoz való imádságokkal együtt, Magyar nyelvre fordított az édes Férjéért való Szebeni méltatlan rabságában: és immár Isten kegyelméből megszabadulván, annak háladatos örök emlékezetire, és a kereszt viselő szenteknek lelki hasznokra, maga költségével kinyomtattatott Gróf Petrőczi Kata Szidonia. Kolozsvár, 1705. (Másodszor kinyomatta unokája, Daniel Polixénia bárónő. Kolozsvár, 1764)
3. Jó illattal fűstölgő Igaz Szív, Mellyet A Világ szeretetiben szunnyadozó szíveknek fel-serkentésekre, Arnd Jánosnak … az igaz Keresztyénségről Német nyelven kiadott Könyvéből válogatott ki, És Tizenkét Részekbe foglalván, azokban való Imádságokkal együtt Magyar nyelvre fordított, a Magyar Nemzet ellensége előtt való már negyedszeri bujdosásában Huszton, és a keresztyéneknek lelki hasznokra, maga költségével ki is nyomtattatott Gróf Petróczi Kata Sz. Az Ezer hétszáz nyolczadik Eszt.-ben (Lőcse)
- Révay Kata Szidónia levelei férjéhez 1656–1702; kiad. Komáromy András; Athenaeum, Bp., 1888
- Rozsnyai Dávid, Koháry István, Petrőczy Kata Szidónia és Kőszeghy Pál versei; sajtó alá rend. Komlovszki Tibor, S. Sárdi Margit; Balassi, Bp., 2000 (Régi magyar költők tára, XVII. század)

## Emlékezete
- A Petrőczy családra emlékeztet Budapest X. kerületében a Petrőczy utca.